# Juan Pablo Duarte

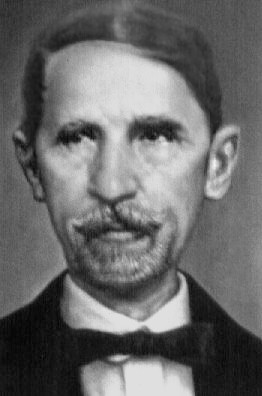
Juan Pablo Duarte

Juan Pablo Duarte y Díez (* 26. Januar 1813 in Santo Domingo, Hispaniola; † 15. Juli 1876 in Caracas, Venezuela) war ein Freiheitskämpfer in der spanischen Kolonie Hispaniola, der späteren Dominikanischen Republik. Er stammte aus kleinbürgerlichen Kreisen in Santo Domingo; von 1827 bis 1832 studierte er Jura und Philosophie in den USA und in Spanien.
Juan Pablo Duarte gründete nach seiner Rückkehr nach Santo Domingo 1832 zusammen mit Ramon Mella und Francisco Sánchez die Organisation La Trinitaria, die das Ziel hatte, die Unabhängigkeit von Spanien zu erzwingen. Duarte verbrachte in den darauf folgenden Jahren, als der spanische Landesteil zeitweise vom Nachbarland Haiti besetzt war, einige Zeit im Exil; nach dem Sieg der dominikanisch-spanischen Truppen gegen die Besatzer im Jahr 1844 kehrte er nach Santo Domingo zurück. Die ihm angebotene Präsidentschaft schlug er aus; vielmehr setzte er sich für freie Wahlen ein. Es kam jedoch zu einem Putsch unter General Pedro Santana, der Duarte erneut ins Exil schickte. Die Dominikanische Republik wurde daraufhin 1861 wieder Spanien angegliedert.
1864, als die Dominikaner die spanische Herrschaft endgültig abschüttelten, konnte Duarte nochmals für kurze Zeit sein Heimatland betreten; er wurde jedoch vom neuen Oberbefehlshaber José Antonio Salcedo, mit dessen Politik Duarte nicht konform ging, erneut ins Exil gejagt. Er starb schließlich in Venezuela, ohne die Dominikanische Republik jemals wieder gesehen zu haben.
1884 wurden seine sterblichen Überreste nach Santo Domingo geholt. Postum erhielt Duarte den Titel „Padre de la Patria“ (Vater des Vaterlandes). Er wird heute als wichtigster Nationalheld des Landes verehrt. Nicht nur unzählige Straßen in allen Städten des Landes und die wichtigste Nord-Süd-Schnellstraße (Autopista Duarte) wurden nach ihm benannt, sondern auch der höchste Berg des Landes in der Cordillera Central, der Pico Duarte.
Die Losung von Duarte war: „Vivir sin patria, es lo mismo que vivir sin honor“ („Leben ohne Vaterland ist eine Leben ohne Ehre“); außerdem prägte er (angeblich) den Slogan der Dominikanischen Republik: „Dios, Patria y Libertad“ („Gott, Vaterland und Freiheit“).